# Meine Reise zu Chaplin
Meine Reise zu Chaplin. Ein Encore ist eine autobiographische Erzählung von Patrick Roth aus dem Jahr 1997.

## Überblick
Die in der literarischen Tradition des Künstlerromans stehende Erzählung handelt von der inneren Verbundenheit des Protagonisten, eines Filmstudenten, mit Charles Chaplin und seiner Kunst. Die große Faszination, die das Filmgenie auf den jungen Mann ausübt, manifestiert sich in der „Reise zu Chaplin“ am Neujahrstag 1976. Sie wird rückblickend mit dem Ziel rekonstruiert, Erkenntnis aus den Wirkungen Chaplins auf das eigene Leben zu ziehen.

## Inhalt

### Kapitel 1
Die Erzählung setzt in medias res, der ersten Begegnung des Fünfjährigen mit Chaplin, ein. Die zerkratzten Schwarzweiß-Bilder, die der fieberkranke Junge im Fernseher sieht, zeigen einen unglaublich schnellen, komischen Strolch, der unentwegt Streiche spielt – einen, mit dem das Kind sich identifizieren kann: „Der Kleine […] weigerte sich schon in seinem ersten öffentlich gezeigten Streifen, Kid Auto Races in Venice, der Kamera aus dem Weg zu gehen, verkratzte uns kräftig das Glas, hinter dem wir saßen und glotzten, und sagte damit: ‚Ja, schaut her! Her zu mir! Wie ich die Kurve kratze! Beißt euch durch! Hinterlaßt Spuren!‘“.
Die zweite Begegnung ereignet sich unter dem Eindruck des Films Doktor Schiwago, den der Dreizehnjährige in einem Karlsruher Kino sieht. Am nächsten Tag fällt sein Blick auf eine Mitschülerin, die Geraldine Chaplin ähnlich sieht: Chaplins Tochter spielte im Film die verlassene Ehefrau und hatte das Mitgefühl des Heranwachsenden erregt. Das Bild ihres Doubles auf dem Schulhof „stößt“ mit Macht in den Jungen, der sich Hals über Kopf in das Mädchen verliebt. Die Episode erinnert den Erzähler an die amerikanische Redensart „she sends me“, die das Sich-Verlieben ins sinnträchtige Bild der Reise fasst: „[…] der ‚Gesandte‘, dieser reisend Liebende, dient immer. Dient – ohne’s zu wissen – dem Gott, Eros, dem alles Lieben, alles Fragen gilt. Dem daher alle großen Reisen gelten. He sends you.“
Die dritte Begegnung ereignet sich in Freiburg, zu Beginn der siebziger Jahre. Der Gymnasiast ist zum Studenten gereift, der nach einer Theaterprobe in der Wohnung seiner amerikanischen Anglistik-Dozentin zufällig auf ein Chaplin-Plakat stößt. Chaplin erscheint als Tramp auf einer Quai-Treppe mit einer Blume in der Hand sitzend. Das Poster ist an der Tür angebracht, hinter der sich die Antragsformulare für das Auslandsstipendium befinden. Sie werden noch in der Nacht ausgefüllt und abgeschickt.

### Kapitel 2
Schauplatz der Handlung ist Los Angeles. Der mit einem Stipendium ausgestattete Student belegt an der Filmschule der Universität Kurse. Seine Hauptbeschäftigung ist es, „silent movies“ nach eigenem Drehbuch anzufertigen. Story und Charaktere sind nebensächlich; was zählt, ist allein die Formsprache, die von Regisseuren wie Eisenstein, Welles, Hitchcock, Sternberg, Ray, Peckinpah und Kurosawa angeeignet wird: „Alles war Form. Wir waren im Form-Rausch. Kamerawinkel, Tiefenschärfe, Beleuchtung, Bildkomposition und Ausschnitt, Bewegung der Kamera zum Schauspieler, des Schauspielers zur Kamera. Sonst hatten wir Augen für nichts.“
Die vierte Begegnung widerfährt dem filmverrückten Studenten in einem kleinen Programmkino namens „Encore“. In dem auf alte Filme spezialisierten „Revival-House“ sieht er zum ersten Mal Lichter der Großstadt (City Lights, 1931). Insbesondere die Schlusssequenz, die das Erkennen von Blumenmädchen und Tramp ins Bild setzt, rührt ihn zu Tränen. „Ich […] wußte nicht, wie der Film gemacht war. War glücklich, so hilflos zu sein. Alles Suchen nach Form war wie weggesprengt. Das Unnachahmliche konnte nur angestaunt werden.“ Noch am selben Abend sucht er die Wirkungsstätten Chaplins in Los Angeles auf und fasst den Plan, ihn zu besuchen.

### Kapitel 3
Am Neujahrstag 1976 sitzt der junge Mann im Zug nach Vevey und verfasst während der Fahrt einen Brief an Chaplin, in dem er von „City Lights“ berichtet. Der Film sei ihm eine „shell of all emotions“, die seine Wahrnehmung grundlegend verändert habe. Ein Taxi bringt den Reisenden zum oberhalb gelegenen Anwesen Chaplins. Der dem Alkohol ergebene Fahrer erinnert den Erzähler an den Typus des Trunkenbolds, eine von Chaplins Standardrollen. Auch die örtliche Kirche, die dem Heiligen Sankt Martin, dem Schutzpatron der Trinker, geweiht ist, enthält eine unterschwellige Referenz an den heidnischen Dionysos-Kult, die „Vinalien“, die im Mittelalter durch den Festtag des Heiligen Martin ersetzt wurden. In Chaplin, der sich gern als Pan stilisierte, scheint das heidnische Erbe noch lebendig.
Vor dem Anwesen angelangt stellt sich die Frage des Zugangs. Chaplins Haus liegt hinter einem schmiedeeisernen Tor von hohen Hecken umzäunt. Einen Briefkasten, der das weiße Kuvert des jungen Mannes aufnehmen könnte, gibt es nicht. An der Schwelle zu Chaplins Reich untätig verharrend gibt sich der Reisende seinen Phantasien und Reflexionen hin. Das Motiv des „tränenfleckigen Briefs“ kommt in den Sinn; es ist aus dem Lateinunterricht noch geläufig, war im „Stowasser“ in der Zeile „Littera lituras habet“ gegenwärtig. Aus seinen Gedanken über die von Tränen „sichtbar unsichtbar“ gemachten Worte der Briefschreiberin Ovids erwachend, erkennt der Reisende das Tor zu Chaplin plötzlich offen. Vorbei am angeketteten, bellenden Hund führt sein Weg in einem großen Bogen zum Hauptportal. Am Lieferanteneingang gelingt es, den Brief abzugeben. Chaplins Bedienstete entlässt den „Boten“ mit der Zusage, das Kuvert persönlich zu überreichen und verspricht, den jungen Mann noch einmal zu empfangen, ihm die Antwort Chaplins mitzuteilen.

### Kapitel 4
Den Brief bei seinem Adressaten wissend mutet die Welt nicht mehr fremd an. Die Zeit des Wartens zu überbrücken begibt sich der junge Mann in den nahe gelegenen Wald. Im Mittelpunkt seines Nachdenkens steht die Frage nach dem Grund der „unmäßigen“ Chaplin-Begeisterung. Ein Gedankenspiel nach der Art eines geistigen Exerzitiums kommt auf. Insofern man die Perspektive der Todesstunde einnimmt und alles „vom Ende her“ sieht, lässt sich das Wichtige vom Unwichtigen unterscheiden. In der Imagination des jungen Mannes liegt Chaplin auf dem Totenbett und lässt sein Leben noch einmal Revue passieren. Kein einziger Film hat vor seinem harten Urteil Bestand. Als auch City Lights die Weisung „Verbrennen!“ ereilt, greift der junge Mann ein, kämpft um den geliebten Film und rettet ihn vor der sicheren Vernichtung.
Die Einsicht, dass unter allen Dingen, die Chaplin je hervorgebracht hat, City Lights das Wertvollste darstellt, ist Anlass einer eingehenden Analyse mit dem Ergebnis, dass die letzte Sequenz, die Wiederbegegnung der ehemals blinden Blumenverkäuferin mit dem Tramp, die „Essenz“ enthält. Wie Chaplin die Wiedererkennung mit den Mitteln des Films gestaltet, darin liegt sein Rang als großer Künstler. Während der junge Mann durch den Wald spaziert, vergegenwärtigt er sich noch einmal die Schlussszene. Der Erzähler führt das einst Gesehene so in poetische Sprache, dass „Dichtung zum Film wird und der Leser den Text vor seinem inneren Auge zu sehen beginnt“.
Chaplin, so die grundlegende Erkenntnis des Erzählers, treibt in City Lights die filmischen Mittel an eine Grenze und „verneint“ sein eigenes Medium: Er lässt etwas, das man nicht sehen kann, sichtbar werden. Dieses „Etwas“ ist ein Größeres, das die sichtbare Realität übersteigt. Chaplin ist im Besitz des Geheimnisses der Sichtbarmachung des Nicht-Sichtbaren, er hat mit jener Szene den „heiligste[n] Moment der Filmgeschichte“ geschaffen. Das Erkennen des Blumenverkäuferin ist kein ‚sehendes Sehen‘, sondern ein ‚fühlendes Sehen‘ – es kommt aus der Tiefe des Instinkts. Wen sie vor sich hat, realisiert sie erst, als ihre Hand die seine berührt und (wie im Zustand der Blindheit) den Ärmel des Jacketts abtastet hoch zum Revers, in das sie einst die Blume geflochten hat.

„Hier ist etwas. Die Hände. Die wir nicht ‚fühlen‘ können. Das „Fühlen“, das wir nicht sehen können – und doch kam’s aus dem Sehen. / Wir „sahen“: etwas sprang über. Unsichtbar. Das ist der Moment. Dieser: des Haltens, Gehaltenwerdens, Erkennens. / Und was erkennen wir im Halten, Halten der Hände? Den Anderen. Erkennen, was nicht zu sehen war. Auch im Film nicht. Denn das ist die Kunst: Im höchsten Moment verneint sie ihre eigenen Mittel, gibt auf – und geht damit übers Ziel. Der Film spricht dann: Ich bin blind. Als wäre bruchsekundenlang die Blindheit des Mädchens, ihr Unvermögen zu sehen, übergesprungen auf uns. Als hätte dieser Moment der Blindheit sehend gemacht.“

### Kapitel 5
Auf dem Rückweg zum Anwesen bemerkt der junge Mann einen weißen Wagen, der das Grundstück verlässt und sieht sich am Ende all seiner Hoffnungen. In diesem Moment des „umsonst“ erkennt er die Torflügel noch einmal offen und überschreitet wenig später die Schwelle ins Haus. Er erfährt, dass Oona Chaplin ihrem Mann den Brief vorgelesen und dieser vor Rührung geweint habe. Der Briefschreiber stellt sich vor, wie seine Worte durch die Stimme der Frau verlebendigt in Chaplins Ohr und weiter ins Gehirn dringen und eine Vorstellung von ihm hervorrufen. Das Ziel der Reise, „gleichzeitig mit ihm zu sein“ ist erreicht, die Geschichte aber noch nicht zu Ende. Ein Kuvert liegt auf dem Tisch, darin eine private Photographie Chaplins mit einer handschriftlichen Dankbezeugung.
Eine letzte Phantasie kommt auf, darin betritt der junge Mann das Zimmer Chaplins. Der Greis schläft in einem Sessel am Fenster, auf seinen Knien liegen die ausgepackten Flügel seines Mädchens, eine Anspielung auf Chaplins letztes Filmprojekt. Der friedlich Schlafende erscheint dem jungen Mann als Urvater und „Artifex“ mit den Hörnern Pans. Das letzte Bild der Erzählung zeigt den Reisenden „unwürdig glücklich“ an der Seite des Butlers in Chaplins Wagen auf dem Weg zurück zum Bahnhof. Auf Chaplins Sitz hält er dessen Bild auf dem Knie.

## Form

### Erzählsituation
Meine Reise zu Chaplin ist eine autobiographische Ich-Erzählung in fünf Kapiteln. Dem Untertitel „Ein Encore“ (frz.: noch einmal; engl.: Zugabe) entsprechend wird die Geschichte des Filmstudenten aus der Rückschau und im epischen Präteritum erzählt. Die Ereignisse entfalten sich chronologisch in Stationen. Die Chronologie wird an zwei Stellen mittels Rückblenden durchbrochen: in der Erinnerung an die Lektüre von Chaplins Autobiographie (S. 27–28), und in der Erinnerung an die Meldung von Chaplins Tod zwei Jahre nach dem Besuch in Vevey (S. 29–30).
Die Gliederung der Erzählabschnitte orientiert sich in Kapitel 1 und 2 am Lebensalter des Protagonisten (der Fünfjährige, der Dreizehnjährige, der Student); in Kapitel 3 bis 5 an der räumlichen Annäherung des Filmstudenten an sein Idol: vor dem Tor, am Lieferanteneingang, im nahegelegenen Wald, in Chaplins Haus, in der Waschküche, in Chaplins Wagen.
Erzähler und Protagonist sind aufgrund der autobiographischen Fundierung des Erzählten identisch; sie sind zugleich unterschieden, insofern rückblickend erzählt wird. Der Text weist zwei Zeitebenen auf: 1.) die Zeit, in der die Geschichte hauptsächlich spielt, das Jahr 1976; und 2.) die Zeit, in der die Geschichte geschrieben ist, das Jahr 1997. Die Zeitangaben lassen sich aus dem Text erschließen. Zum Beispiel äußert der Erzähler über seine erste Zeit in Los Angeles: „Zweiundzwanzig Jahre ist das jetzt her.“ (S. 21)
Die Erzählillusion wird wiederkehrend durchbrochen, z. B. „Würde jetzt mündlich erzählt, dann stünde ich spätestens an dieser Stelle auf“ (S. 31). Besonders spürbar wird die Gegenwart des Erzählers in Kapitel 4, wenn eine Episode aus dem persönlichen Alltag in Los Angeles die Erläuterungen zu „City Lights“ abschließend ergänzt (S. 64–66). Insofern die Geschichte aus der Innensicht erzählt ist, überlagern sich erlebendes und erzählendes Ich – mit dem Effekt, dass die Sichtweise des reifen Mannes von der des Filmstudenten (und vice versa) kaum voneinander zu trennen sind.

### Autobiographische Bezüge
Viele Details aus dem Leben des 22-jährigen Filmstudenten korrespondieren mit der Biographie des Autors:
- das Studium der Anglistik an der Universität Freiburg
- das zweisemestrige Auslandsstipendium (DAAD) in Los Angeles (University of Southern California)
- das Filmstudium am „Cinema Department“ der USC und die filmpraktischen Arbeiten
- die filmischen Leitbilder Alfred Hitchcock, Orson Welles, Akira Kurosawa, Charlie Chaplin
- das Leben als deutscher Schriftsteller in Los Angeles
- die auf der letzten Seite des Buchs abgebildete Photographie Chaplins mit dem handschriftlichen Zusatz „Thank your letter“; sie ist ein Beleg für den Faktizitätscharakter der Erzählung
- die auf der Rückseite des Umschlags abgebildete Fahrkarte, ausgestellt für eine Fahrt von Gstaad nach Vevey und zurück mit dem Datum 1. Januar 1976, ist ein weiterer Beweis für die faktische Wahrheit des Erzählten

### Mythologische Bezüge
Strukturmodell der Erzählung bildet der aus der Romantik bekannte Topos der Fahrt des Schülers zum verehrten Meister. Das zugrunde liegende Erzählprinzip der Quest impliziert Individuation, das Sich-Bewusstwerden des eigenen Auftrags. Dem mythologischen Grundschema entsprechend weist die Erzählung typische Märchenmotive auf: die Schwelle, das Tor, der Wächter, der Brief, der unwegsame Wald. Sie gehören zum Bildfeld der Initiation. Weiterhin strukturieren mythologische Motive die Erzählung und verleihen ihr eine universelle, archetypische Dimension:
Angespielt wird u. a. auf
- Syrinx, die von Pan verfolgte flötenspielende Nymphe. Sie ist in der Quintanerin aufgerufen, in die sich der Dreizehnjährige verliebt, als sie auf ihrer Querflöte Debussys Stück „Syrinx“ spielt
- den Kult des Dionysos Bacchus. Er ist im Taxifahrer lebendig, der als Trunkenbold dem Gott des Weins und des Rauschs frönt.
- Sankt Martin, Schutzheiliger der Reisenden und Armen, Gabenbringer und Reiter, der seinen Mantel mitleidig mit einem Bettler teilt. Über die französische Ableitung seines Namens „chaplain“ ist Chaplin mit den „Capellani“, den Hütern der „capa“, Mantel des Heiligen, assoziiert.
- Kerberos, der dreiköpfige „Höllenhund“ am Eingang zur Unterwelt. Er taucht als aggressiver Schäferhund auf, an dem der Reisende auf dem Weg zum Haus vorbeimuss. Der Erzähler tauft das sprungstarke Tier nach dem Protagonisten von Chaplins Film „The Circus“ als „Rex, King of the Air“.
- Pan, der Gott des Waldes und der Natur, der es liebte, Schabernack zu treiben und die Menschen zu erschrecken, halb Mensch, halb Ziegenbock. Chaplin erscheint in der Phantasie des jungen Mannes als friedlich im Sessel eingeschlafener, göttlicher Pan, ausgezeichnet mit dem typischen Attribut der Hörner.

### Film-Bezüge
Die Erzählung steckt voller Filmverweisungen, insbesondere auf die Filme Chaplins aus der gesamten Schaffensperiode wird angespielt: „Kid Auto Races in Venice“ (1914), „The Immigrant“ (1917), „The Pilgrim“ (1923), „The Circus“ (1928), „The Police“ (1916), „The Kid“ (1921), „The Goldrush“ (1925), „Modern Times“ (1936), „The Great Dictator“ (1940), „Monsieur Verdoux“ (1947), „Limelight“ (1952).
Die Filme werden größtenteils assoziativ eingestreut, während „City Lights“ (1931) zum Anlass und Gegenstand des Erzählens wird. Das Sehen von „City Lights“ löst die „Reise zu Chaplin“ erst aus. Auf dem Höhepunkt der Geschichte evoziert der Erzähler das Finale des Films, um es einer eingehenden Analyse zu unterziehen. Die Auslegung der Szene enthält den Schlüssel zur Chaplin-Faszination des jungen Mannes.
Neben den Filmen Chaplins finden weitere Werke verehrter Regisseure Erwähnung: „Dr. Schiwago“ (1965, David Lean) und „Citizen Kane“ (1941, Orson Welles); zu den Vorbildern des Filmstudenten gehören außerdem Sergei Eisenstein, Joseph Sternberg, Alfred Hitchcock, Nicholas Ray, Sam Peckinpah.

### Sprache und Stil
Meine Reise zu Chaplin gilt als einer der ersten Texte, in denen Roth die spezifisch filmische Erzählweise entwickelt, die ein Charakteristikum seines Schreibens ist. Das visuell-szenische Erzählen, das auf Unmittelbarkeit und Intensität zielt, kommt in der „City-Lights“-Passage exemplarisch zum Ausdruck:
Jetzt aber – aus ihrer Sicht hinterm Schaufenster sehen wir’s:

Beginnt das Lumpenmännchen sich…

Umzudrehen.

Noch gedemütigt blickt er.

Noch im Wenden.

Und da!

Sieht er sie?

Sieht er sie und…?

Steht er still?

Stillstehend sieht er sie an.

Und alle Zeit steht still. (S. 56)
Roth arbeitet mit den lyrischen Mitteln des Zeilenstils, des Enjambements, der Anapher und Alliteration, sowie der Interjektion. Aussagen werden oftmals als Fragen formuliert mit dem Effekt, das intendierte Bild im Kopf des Lesers entstehen zu lassen. Roth selbst führt sein Verfahren auf Drehbuch-Techniken des Stummfilms zurück, insbesondere auf das Werk des Szenaristen des expressionistischen Kinos Carl Mayer, dessen Stil er sich bewusst „abgeschaut“ habe. Jede Kurzzeile Mayers entspricht einem Bild, einer Kameraeinstellung oder einem schauspielerisch zu betonenden Detail: „Das hatte etwas vom Filmstreifen selbst, der – wie beim editing an einer upright Moviola – von oben nach unten am Auge vorbeigezogen wird. Jede Zeile entspricht einem Bild, einem Shot oder einer dramatisch wesentlichen Veränderung im Bild. Ich gehe auf diese Sehweise über, wenn ich das Sensorium des Lesers schärfen oder neu orientieren will: auf bestimmte Details. Solches Fokussieren wirkt wie eine Verlangsamung. Was da einsetzt, ist eine andere Sichtweise auf die Welt und das in ihr Geschehende: es ist, als bräche eine Schicht durch, die – schon immer – unter dem Alltagsgeschehen lag und mich nun anders sehen lässt: intensiver, bezogener, tiefer. Für mich ist es der Moment eines Ineinander und Sich-Verschränkens zweier Wirklichkeiten, ist ein ‚Dissolve‘. Erstmals in einen Erzähltext umgesetzt habe ich das in einer Sequenz von Meine Reise zu Chaplin.“
Die Geschichte arbeitet mit der Leitmotiv-Technik klassischer Erzählliteratur. Sie setzt mit einer Wendung ein, die an signifikanten Stellen wiederkehrt: „Alles beginnt im Dunkeln“ lautet der einleitende Satz; die letzte Szene eröffnet mit der Bemerkung: „Als wir losfuhren ins Dunkel“. Zwischen beiden Dunkelheiten entfaltet sich die Reise des jungen Mannes. Das Bild vom Anfang im Dunkeln kehrt immer dann wieder, wenn ein neuer Wegabschnitt erreicht ist. Der Moment des Eintretens in Chaplins Haus wird in diesem Sinn als Übergang wahrgenommen: „Die Türe, jetzt weit geöffnet … Die Schwelle ins Haus, über die ich in Zeitlupe trete. / Alles beginnt im Dunkeln. In einem dunklen Gang.“
Der Bedeutung des Anfangs im Dunkeln als Beginn der Bewusstwerdung ist Patrick Roth in seinen Heidelberger Poetikvorlesungen (2004) nachgegangen: „Alles beginnt aber im Dunkeln. Die Alchemisten bezeichneten diese Phase ihres Werkes, ihres opus alchemicum, als Anfang. Der Anfang, das ist die Schwärze oder Schwärzung: die nigredo – von der der Alchemist sagt: ‚Wenn du siehst, daß deine Materie schwarz wird, freu dich, denn das ist der Beginn des Werkes.‘“

## Rezeption
Meine Reise zu Chaplin wurde schon bei seinem ersten Erscheinen positiv aufgenommen. Allerdings richteten sich einige Vorbehalte gegen die Emotionalität der Erzählung. Die programmatische Berücksichtigung der Gefühle in der Darstellung der Ereignisse, ebenso wie die Tendenz, die gegebene Alltagswirklichkeit auf eine höhere, transzendente Wirklichkeit hin zu durchbrechen, löste bei den Kritikern Irritationen aus. Die „Süddeutsche Zeitung“ konstatierte einen „feierlichen Ton“ und „fallweise hymnisch aufbrausende Begeisterung“. Roth schwebe „eine Kunst vor, die uns an die Schwelle des Numinosen führt, um sich dann von ihm widersprechen zu lassen: eine Kunst also, die sich vor dem verneigt, was mächtiger ist als sie.“
Zuspitzend heißt es in der „Neuen Zürcher Zeitung“: „Patrick Roth, der seit immerhin 20 Jahren in den Staaten lebt, ist ein deutscher Pathetiker“, seine Erzählung sei „von sich selbst ergriffen“. Immerhin hat der Schlusssatz dem Rezensenten selbst „die Tränen in die Augen getrieben“.
Differenzierter ist das Urteil der „Zeit“. Meine Reise zu Chaplin sei vielfältig mit der Ästhetik Chaplins verknüpft: „Wie der Erzähler sich dem Anwesen nähert, zum herrschaftlichen Haus vordringt, vor dem ‚fliegenden‘ Hund zurückweicht, wie er flieht, verschmutzt zurückkehrt, mit den Dienstboten statt dem Meister verkehrt, wie er von Scham zu forschem Mutwillen wechselt, von Mut zu Verlegenheit: die gesamte Choreographie von Annäherung und Flucht, innerlich wie körperlich real, das alles ist dem Chaplin geschuldet, ist ihm dargebracht, von ihm erhalten: He sends him.“ Gerade im „Enthusiasmus“ und in der „offensiven Metaphysik“ sei Roth nah an Chaplin und seiner „Unbedingtheit des Gefühls“.
In ihrer Besprechung anlässlich der bei Wallstein erfolgten Neuauflage 2013 greifen die „Salzburger Nachrichten“ die Vorbehalte von 1997 auf und erklären sie mit einem generellen Gefühlsverbot innerhalb der zeitgenössischen deutschen Literatur:

„Die Gefühle hat die Literatur delegiert an andere Kunstformen, an die Oper und das Kino. […] Es ist gestattet, sich von einem Film berührt zu zeigen. In der Literatur aber herrscht ein eisernes Erschütterungsverbot. So tief sitzen die Vorbehalte, sich einer reaktionären Vormoderne anzubiedern, sich gar einer faschistischen Einlullästhetik schuldig zu machen, dass Gefühle überhaupt zum Verschwinden gebracht werden. […] Bei Patrick Roth zählen die Gefühle alles. Sie schliessen den Menschen an das unverfälschte Leben an, sie geben einen Begriff davon, wie tief die Schlünde der Seele sind, in denen so etwas wie Heilung – und sei es nur eine auf Zeit – verborgen sein mag. Es stimmt, das ist gefährliches Terrain, auf dem Roth sich bewegt. Er setzt sich ab von der Ästhetik der Abgebrühten, denen nichts nahegeht. Der Wagemut, sich derart auszusetzen, ist durch das übrigen Werk Roths begründet. Unerschrocken greift er biblische Themen auf, holt das Alttestamentliche in unsere Gegenwart, sucht das unangreifbar Erhabene heute. Die Bibelmotive überrollen mit derartiger Wucht den Zeitgenossen, dass er nicht religiös sein muss, um emotional überwältigt zu werden. Chaplins Film ‚City Lights‘, eine Ausstiegshilfe auf der Normalwelt wie alles andere auch, was die Spiritualität beflügelt. Roths Geschichte macht Schluss mit der Durchschnittlichkeit des Erlebens […]“

## Ausgaben
- Patrick Roth: Meine Reise zu Chaplin. Suhrkamp, Frankfurt am Main 1997, ISBN 3-518-40948-4.
- Patrick Roth: Meine Reise zu Chaplin. Der HÖR Verlag, München 1998, ISBN 3-89584-624-4.
- Patrick Roth: Meine Reise zu Chaplin. Suhrkamp, Frankfurt am Main 2002, ISBN 3-518-39939-X.
- Patrick Roth: Meine Reise zu Chaplin. Wallstein, Göttingen 2013, ISBN 978-3-8353-1357-6.